# Zágoni Dezső
Zágoni Dezső (Magyarpécska, 1891. szeptember 26. – Budapest, 1939. július 23.) bánsági magyar újságíró, író, szerkesztő.

## Életútja
Középiskolai tanulmányait Aradon végezte, de Temesváron szerezte meg az érettségi bizonyítványt. A budapesti Polgári Iskolai Tanárképző Intézet elvégzése után egy évig Lugoson tanított. Az első világháború idején behívták katonának, s huszonhét hónapot töltött a fronton. Leszerelése után előbb Krenner Miklós híveként tevékeny szerepet vállalt a bánsági magyar kisebbségi politikában, majd Belényesben gazdálkodott, ahol a dél-bihari magyarság politikai és gazdasági vezetőjeként kisebbségi pénzintézeti alapot létesített. Itt jelentette meg 1929-ben Vidéki Magyarság c. hetilapját, amelynek hasábjain dokumentumértékű beszámolókat közölt a szórványmagyarság létküzdelmeiről.
Lapja 1930-ban egyesült a nagyváradi Magyar Szóval, s ő az újonnan alakult napilap felelős szerkesztője lett. A lap megszűnése után, 1931-től a Nagyvárad kötelékébe lépett, majd átvette a kérészéltű Függetlenség (1932. december – 1933. március) szerkesztését. Annak megszűnése után is politikai újságíróként tevékenykedett Nagyváradon, mint jelentős romániai magyar napilapok (Brassói Lapok, Keleti Újság, Nagyváradi Napló) munkatársa. Tevékeny szerepet vállalt a város magyar művelődési életében is.

## Kötetei
- Esti levelek (Nagyvárad, 1934);
- …mi arra rendeltettünk (elbeszélések, Nagyvárad, 1935).